# Avenue des Tribunes
Ne doit pas être confondu avec Route des Tribunes.
L'avenue des Tribunes est une voie située dans le 12e arrondissement de Paris, en France.

## Origine du nom

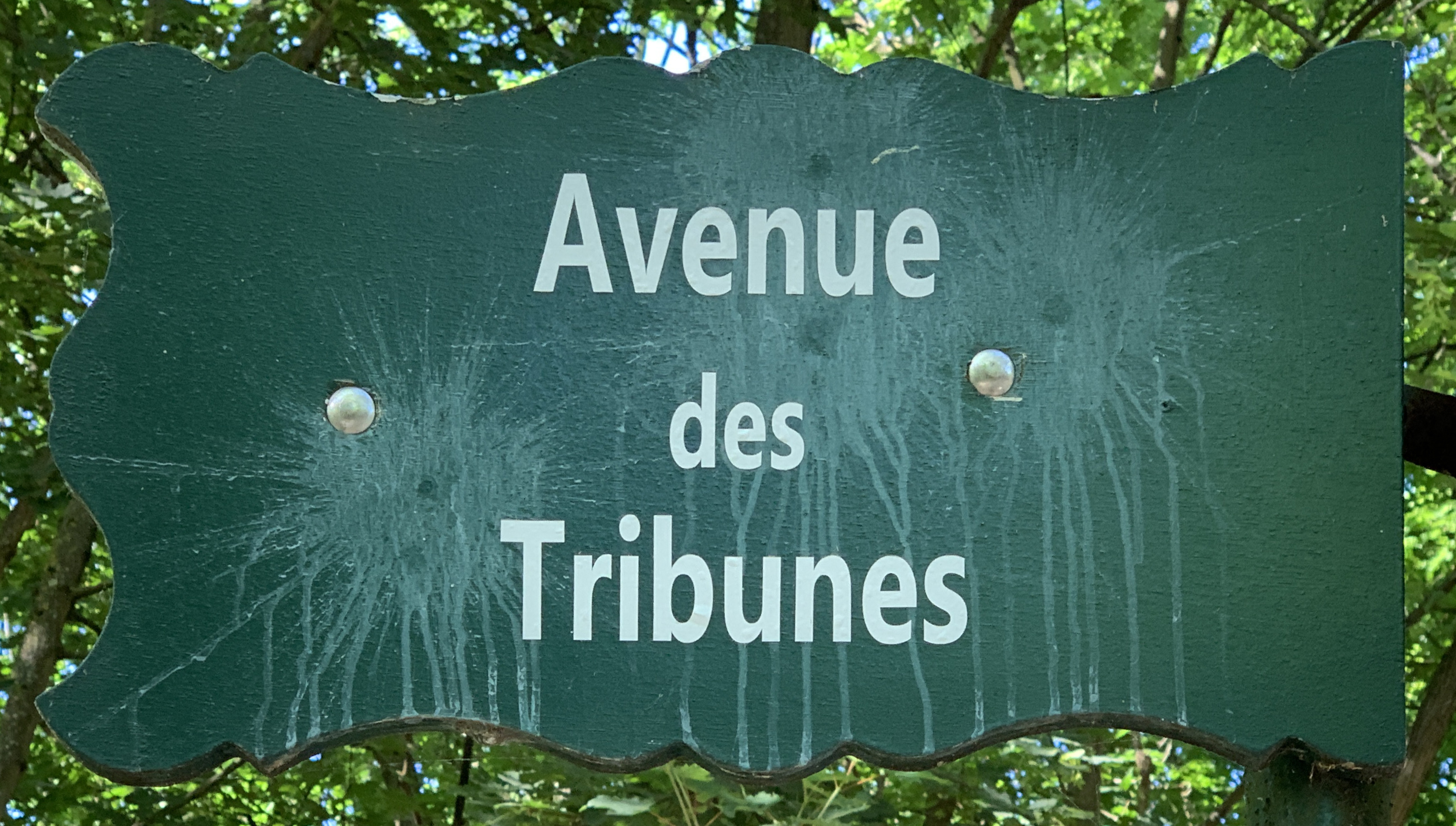
Plaque de l'avenue.